# George Wright
Pour les articles homonymes, voir Wright.
Pour le footballeur né en 1930, voir George Wright (football, 1930).
George Wright (21 octobre 1803 – 30 juillet 1865) est un officier américain de la United States Army qui participa à plusieurs guerres indiennes ainsi qu'à la guerre de Sécession sous les couleurs de l'Union.
Il meurt lors du naufrage du Brother Jonathan, au large des côtes californiennes. Son corps est retrouvé six semaines plus tard et est enterré à Sacramento.